# Palmanyola
Palmanyola és una urbanització de Mallorca del terme municipal de Bunyola, que configura la sola entitat local menor de Mallorca i de les Balears. Està situada entre Palma i Bunyola, contigua a la carretera de Sóller.
La urbanització se situa a les terres de l'antiga possessió de la Font Seca, la qual fou parcel·lada i urbanitzada la dècada dels seixanta. El 1968 la nova urbanització fou batiada amb el nom comercial de Palmanyola, un híbrid de Bunyola i Palma, pel fet que es troba a mig camí entre totes dues poblacions. El topònim de la Font Seca s'especialitzà, a partir de llavors, per designar la part de la urbanització al nord de l'avinguda de Santa Maria (Ma-1140), d'urbanisme diferent, entorn de les cases de la possessió. La primera casa de Palmanyola s'alçà a l'avinguda Dàlies. Es constituí com a entitat local menor el juny de 1985.
Tots els carrers de Palmanyola tenen noms de flors, excepte el primer de l'entrada a la urbanització, que rep el nom d'Avinguda de Sóller.

## Referències

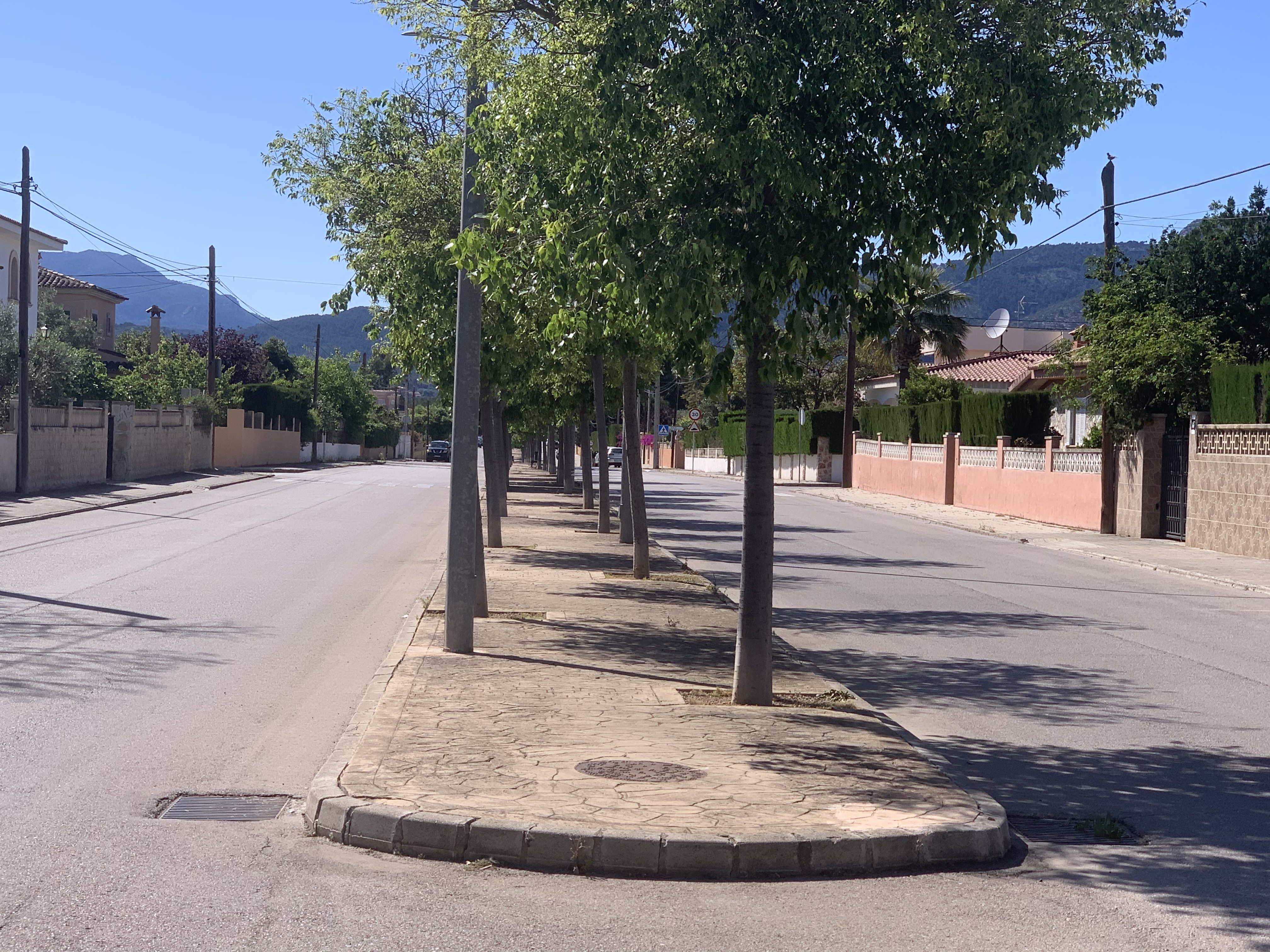
Carrer de Palmanyola